# Enizemum insidiosum
Enizemum insidiosum är en stekelart som beskrevs av Dasch 1964. Enizemum insidiosum ingår i släktet Enizemum och familjen brokparasitsteklar. Inga underarter finns listade i Catalogue of Life.